# Projtos
Projtos (łac. Proetus) – w mitologii greckiej bliźniaczy brat Akrizjosa. Jego ojcem był Abas, król Argolidy, a matką Aglaja (według innych źródeł Okalea).
Abas nakazał przed śmiercią, by bracia rządzili królestwem na przemian. Jednak bracia popadli szybko w konflikt, ponieważ Akrizjos nie chciał ustąpić z tronu po okresie swego panowania. Projtos udał się w poszukiwaniu pomocy na dwór króla Jobatesa. W Licji poślubił Anteję, córkę Jobatesa i na czele dużej armii wkroczył do Argolidy. Bitwa, którą stoczyli bracia była krwawa, ale nie przyniosła zwycięstwa żadnej stronie. Projtos i Akrizjos zgodzili się podzielić królestwo ojca na dwie części: Akrizjosowi przypadło Argos, a Projtosowi Tyryns i wybrzeże Argolidy. Projtos przy pomocy cyklopów wzniósł kamienne mury swojej twierdzy – Tirynsu.
Anteja urodziła Projtosowi trzy córki, Projtydy: Lizyppe, Ifinoe i Ifianassę.
Gdy na dwór Projtosa przybył Bellerofont, Anteja, która zakochała się w herosie, lecz została odrzucona, oskarżyła go przed Projtosem o próbę gwałtu. Oburzony Projtos wysłał Bellerofonta do króla Jobatesa z listem, by ten zgładził herosa przy najbliższej sposobności. Ten jednak zręcznie wywinął się z tej sytuacji.
Córki Projtosa wywyższały się nad boginią Herą i obrażały boga Dionizosa. Za karę bogowie zesłali na nie obłęd. Wyleczył je messeński lekarz, Melampus. W nagrodę dostał jedną z nich za żonę, a z tym jedną trzecią królestwa. Melampus wymógł również jedną trzecią dla swojego brata, Biasa.
Według Owidiusza Projtosa zabił wnuk jego brata, Perseusz, karząc go za wrogość wobec Akrizjosa. Wyciągnął z torby głowę Meduzy, a sam odwrócił wzrok. Wszyscy, którzy spojrzeli na twarz tej gorgony, zamieniali się w kamienny posąg, więc to samo dotknęło Projtosa. Po jego śmierci tron objął Melampus.